# Porphyrinia lacteola
Porphyrinia lacteola är en fjärilsart som beskrevs av Rothschild 1914. Porphyrinia lacteola ingår i släktet Porphyrinia och familjen nattflyn. Inga underarter finns listade i Catalogue of Life.